# Terence Kongolo
Terence Kongolo (Friburgo, 14 de febrero de 1994) es un futbolista neerlandés que juega en la demarcación de defensa para el NAC Breda de la Eredivisie.

## Biografía
Debutó como futbolista en 2012 con el Feyenoord de Róterdam, aunque sólo jugó un partido dicha temporada. El año siguiente jugó cinco partidos de liga, dos de copa y uno en Europa, marcando además por primera vez con el equipo.
El 28 de julio de 2014, luego de regresar de la Copa del Mundo en Brasil en donde representó a los Países Bajos, extendió su contrato con el Feyenoord por tres años. Tres años después, el 3 de julio de 2017, fue traspasado por 13 millones de euros al AS Monaco que, tras seis partidos disputados «tres de liga, dos de copa y uno en Europa» se marchó en calidad de cedido al Huddersfield Town. Posteriormente fue adquirido en propiedad por el conjunto inglés, convirtiéndose en el fichaje más caro de su historia.
El 16 de enero de 2020 el Fulham F. C. logró su cesión hasta final de temporada, regresando en octubre del mismo año tras haber sido adquirido en propiedad. En septiembre de 2022 volvió a Francia después de ser prestado al Le Havre A. C. Con este equipo logró ascender a la Ligue 1 y la siguiente campaña fue cedido al Rapid de Viena. Tras este último préstamo quedó libre al expirar su contrato.
El 2 de septiembre de 2024 se hizo oficial su vuelta a los Países Bajos después de firmar por el NAC Breda.

## Selección nacional
Hizo su debut con la selección de fútbol de los Países Bajos el 17 de mayo de 2014 contra Ecuador en un partido amistoso. El 31 de mayo de 2014, Kongolo fue elegido como uno de los 23 jugadores convocados para la Copa Mundial de fútbol de 2014 en representación de los Países Bajos bajo las órdenes de Louis van Gaal.

### Participaciones en Copas del Mundo
| Mundial                        | Sede   | Resultado     |
| ------------------------------ | ------ | ------------- |
| Copa Mundial de Fútbol de 2014 | Brasil | Tercer puesto |

## Clubes
Actualizado al último partido disputado el 14 de mayo de 2025.
| Club                                  | Div.          | Temporada     | Liga  | Liga  | Copas nacionales | Copas nacionales | Copas internacionales | Copas internacionales | Total | Total |
| Club                                  | Div.          | Temporada     | Part. | Goles | Part.            | Goles            | Part.                 | Goles                 | Part. | Goles |
| ------------------------------------- | ------------- | ------------- | ----- | ----- | ---------------- | ---------------- | --------------------- | --------------------- | ----- | ----- |
| Feyenoord · Países Bajos              | 1.ª           | 2011-12       | 1     | 0     | 0                | 0                | —                     | —                     | 1     | 0     |
| Feyenoord · Países Bajos              | 1.ª           | 2012-13       | 5     | 0     | 2                | 2                | 1                     | 0                     | 8     | 2     |
| Feyenoord · Países Bajos              | 1.ª           | 2013-14       | 17    | 0     | 1                | 0                | —                     | —                     | 18    | 0     |
| Feyenoord · Países Bajos              | 1.ª           | 2014-15       | 33    | 0     | 1                | 0                | 11                    | 0                     | 45    | 0     |
| Feyenoord · Países Bajos              | 1.ª           | 2015-16       | 29    | 0     | 6                | 0                | —                     | —                     | 35    | 0     |
| Feyenoord · Países Bajos              | 1.ª           | 2016-17       | 23    | 1     | 4                | 0                | 4                     | 0                     | 31    | 1     |
| Feyenoord · Países Bajos              | Total club    | Total club    | 108   | 1     | 14               | 2                | 16                    | 0                     | 138   | 3     |
| A. S. Monaco Francia                  | 1.ª           | 2017-18       | 3     | 0     | 2                | 0                | 1                     | 0                     | 6     | 0     |
| A. S. Monaco Francia                  | Total club    | Total club    | 3     | 0     | 2                | 0                | 1                     | 0                     | 6     | 0     |
| Huddersfield Town A. F. C. Inglaterra | 1.ª           | 2017-18       | 13    | 0     | 4                | 0                | —                     | —                     | 17    | 0     |
| Huddersfield Town A. F. C. Inglaterra | 1.ª           | 2018-19       | 32    | 1     | 0                | 0                | —                     | —                     | 32    | 1     |
| Huddersfield Town A. F. C. Inglaterra | 2.ª           | 2019-20       | 11    | 0     | 0                | 0                | —                     | —                     | 11    | 0     |
| Huddersfield Town A. F. C. Inglaterra | Total club    | Total club    | 56    | 1     | 4                | 0                | 0                     | 0                     | 60    | 1     |
| Fulham F. C. Inglaterra               | 2.ª           | 2019-20       | 1     | 0     | 1                | 0                | —                     | —                     | 2     | 0     |
| Fulham F. C. Inglaterra               | 1.ª           | 2020-21       | 1     | 0     | 1                | 0                | —                     | —                     | 2     | 0     |
| Fulham F. C. Inglaterra               | 2.ª           | 2021-22       | 0     | 0     | 0                | 0                | —                     | —                     | 0     | 0     |
| Fulham F. C. Inglaterra               | Total club    | Total club    | 2     | 0     | 2                | 0                | 0                     | 0                     | 4     | 0     |
| Le Havre A. C. Francia                | 2.ª           | 2022-23       | 14    | 0     | 1                | 0                | —                     | —                     | 15    | 0     |
| Le Havre A. C. Francia                | Total club    | Total club    | 14    | 0     | 1                | 0                | 0                     | 0                     | 15    | 0     |
| Rapid de Viena · Austria              | 1.ª           | 2023-24       | 12    | 0     | 3                | 0                | —                     | —                     | 15    | 0     |
| Rapid de Viena · Austria              | Total club    | Total club    | 12    | 0     | 3                | 0                | 0                     | 0                     | 15    | 0     |
| NAC Breda · Países Bajos              | 1.ª           | 2024-25       | 18    | 0     | 0                | 0                | —                     | —                     | 18    | 0     |
| NAC Breda · Países Bajos              | Total club    | Total club    | 18    | 0     | 0                | 0                | 0                     | 0                     | 18    | 0     |
| Total carrera                         | Total carrera | Total carrera | 213   | 2     | 26               | 2                | 17                    | 0                     | 256   | 4     |
| 1. 2. 3.                              |               |               |       |       |                  |                  |                       |                       |       |       |

## Palmarés

### Títulos nacionales
| Título                   | Club      | País         | Año  |
| ------------------------ | --------- | ------------ | ---- |
| Copa de los Países Bajos | Feyenoord | Países Bajos | 2016 |
| Eredivisie               | Feyenoord | Países Bajos | 2017 |